# Okręg Nicea
Okręg Nicea (fr. Arrondissement de Nice) – okręg w południowo-wschodniej Francji. Populacja wynosi 507 tysięcy.

## Podział administracyjny
W skład okręgu wchodzą następujące kantony:
- Beausoleil,
- Breil-sur-Roya,
- Contes,
- Guillaumes,
- Escarène,
- Lantosque,
- Levens,
- Menton-Est,
- Menton-Ouest,
- Nicea-1,
- Nicea-2,
- Nicea-3,
- Nicea-4,
- Nicea-5,
- Nicea-6,
- Nicea-7,
- Nicea-8,
- Nicea-9,
- Nicea-10,
- Nicea-11,
- Nicea-12,
- Nicea-13,
- Nicea-14,
- Puget-Théniers,
- Roquebillière,
- Roquesteron,
- Saint-Étienne-de-Tinée,
- Saint-Martin-Vésubie,
- Saint-Sauveur-sur-Tinée,
- Sospel,
- Tende,
- Villars-sur-Var,
- Villefranche-sur-Mer.